# Sint-Maartenskerk (Kortrijk)
De Sint-Maartenskerk is een kerk in Kortrijk, België, toegewijd aan Martinus van Tours. De Sint-Maartenskerk werd gebouwd tussen 1390 tot 1466, na de verwoesting van een eerste gotische Sint-Martinuskerk. Deze was gebouwd op de plaats van een romaanse kerk die terugging op een bedehuis uit 650, gebouwd door Sint-Elooi. Na een brand in 1862 werden de koorpartijen heropgebouwd. 
De Sint-Maartenstoren (83 m) is samen met de K Toren een van de hoogste gebouwen van de stad en domineert de skyline.

## Geschiedenis

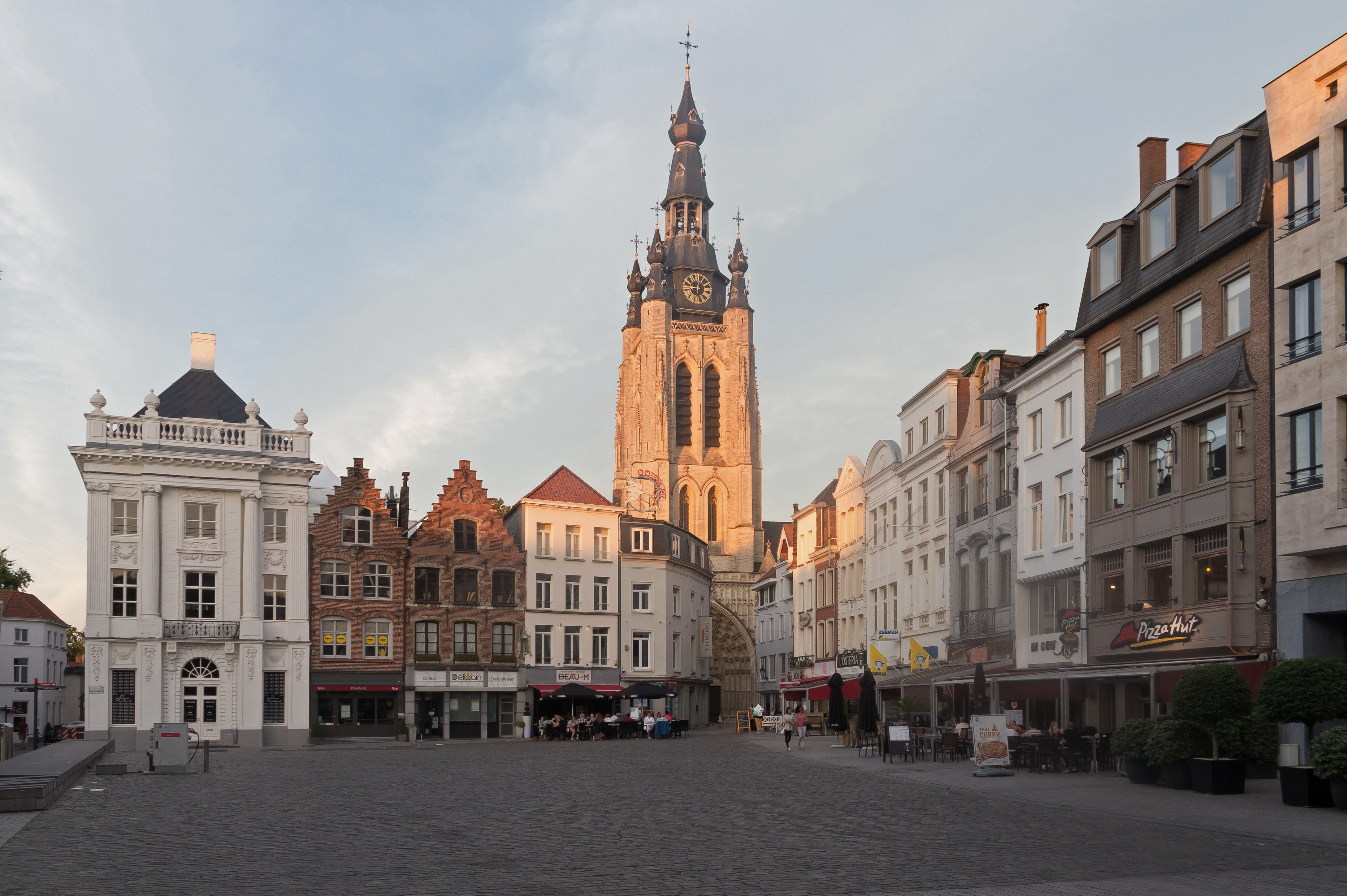
Grote Markt met de Sint-Maartenskerk (2015)

Op deze plaats, vlak bij de Grote Markt van Kortrijk bevond zich reeds rond 650 een bedehuis dat gebouwd werd door Sint-Elooi. Later werd op dezelfde plaats een romaanse Sint-Martinuskerk opgericht. In de middeleeuwen werd deze romaanse kerk vervangen door een gotische kerk die in 1382 grotendeels werd vernield door Franse huurlingen. De stenen toren in Brabantse gotiek dateert van 1439.

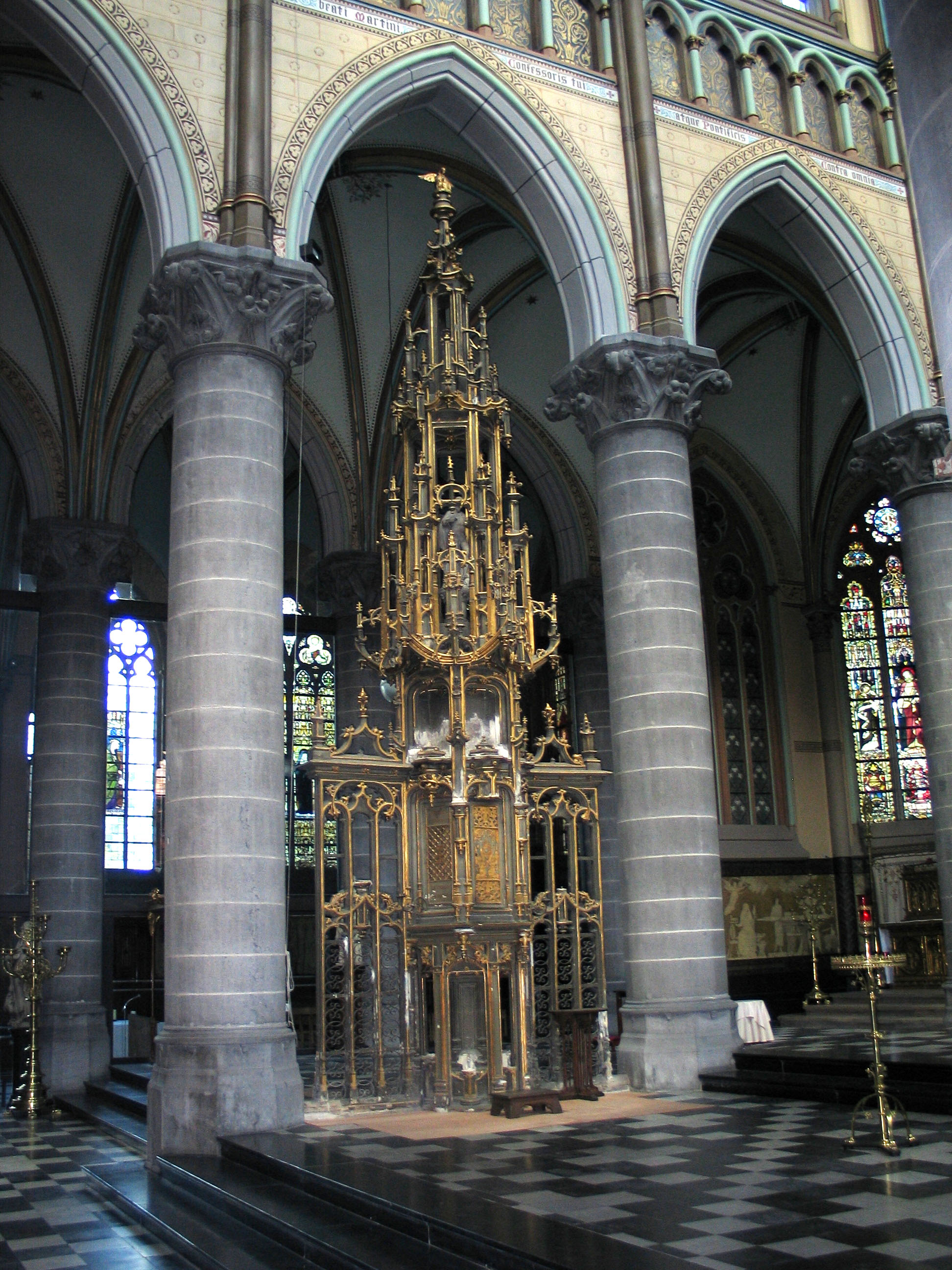
De Sacramentstoren in de Sint-Maartenskerk

Op 7 augustus 1862 sloeg het noodlot toe: de toren werd getroffen door een blikseminslag. De houten torenspits die dateerde uit 1601, brandde af, samen met zowat alle daken. De torenspits werd in de daaropvolgende decennia volledig in ere hersteld. De vier koren werden gesloopt en in neogotische stijl heropgebouwd. 
Sinds 1619 is Anne van Liedekerke, echtgenote van de generaal Giorgio Basta, daar begraven. De Heilige Sacramentskapel 't Putje te Sint-Denijs-Westrem, opgericht in 1687, staat op de plaats waar gewijde vaten, gestolen in deze kerk, teruggevonden werden.
Van 1899 tot 1939 prijkte tussen de twee ingangen van het hoofdportaal een eikenhouten Onze-Lieve-Vrouwebeeld. Op die plaats staat nu een beeld van Sint-Maarten in witsteen, vervaardigd door Jozef Lelan.
Sinds 1937 is de kerk een beschermd monument.
De 83 meter hoge toren in Brabantse gotiek is een blikvanger. In de houten spits hangt een beiaard van 49 klokken, gerestaureerd in 1974.

## Rondgang
De kerk is een hallenkerk, met drie beuken. Het middenhoogkoor, de twee zijkoren en de Sint-Annakapel werden na de brand van 1862 neogotisch heropgebouwd. De lindenhouten apostelbeelden zijn creaties van Nicolas Lecreux (1733-1799) uit Doornik.

## Kunstschatten
- Het pronkstuk van de kerk is zeker het schilderij Triptiek van de Heilige Geest [2] van Bernard de Rijckere uit 1587, met een Pinkstertafereel, rechts de doop van Jezus en links de schepping van Adam (Vlaamse Meesters in Situ) .
- In de kerk staat een gepolychromeerd beeld van Sint-Maarten als bisschop, gebeeldhouwd door Jozef Lelan.
- De kruisweg (1996), in verlorenwastechniek, werd ontworpen door de Duitse priester Heinrich Bartoldus uit Westfalen.
- Het portaal uit 1595 werd in 1832 hersteld.
- Op het oksaal staat een Scheyvenorgel uit 1888.
- Rechts van het portaal wordt het leven van Sint-Maarten door kunstschilder Filip Serrus geëvoceerd.
- In de Bossenierskapel vindt de bezoeker het stenen naïeve beeld van Onze-Lieve-Vrouw van de Hazelaar uit 1485. Het beeld ontleent zijn naam aan de kapel waarin het oorspronkelijk stond. Onder het beeld bevindt zich de kanonbal die in 1646 in de kapel insloeg.
- Het schilderij Aanbidding der Wijzen van Casper de Crayer (1630)
- Het eikenhouten beeld O.L.V. van den Druiventros (ca. 1450)
- Koperen lezenaar uit 1480, gemaakt in Doornik.
- Unieke sacramentstoren, 6,5 m hoog, uit 1585, vervaardigd door de Antwerpenaar Hendrik Mauris in oorspronkelijk gepolychromeerde Asvesnessteen, met laatgotische toren en renaissancebeeldhouwwerk.
- Het schilderij Sint-Franciscus in beschouwing voor het Heilig Kruis van Jan Erasmus Quellin uit 1688.
- Het schilderij De marteldood van de Heilige Catharina van de Meulebekenaar Karel van Mander (16de eeuw).

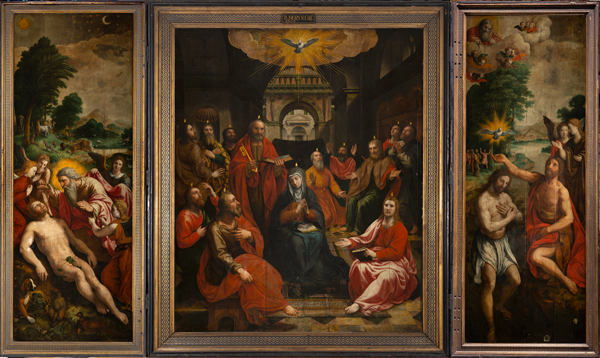
Triptiek van de Heilige Geest
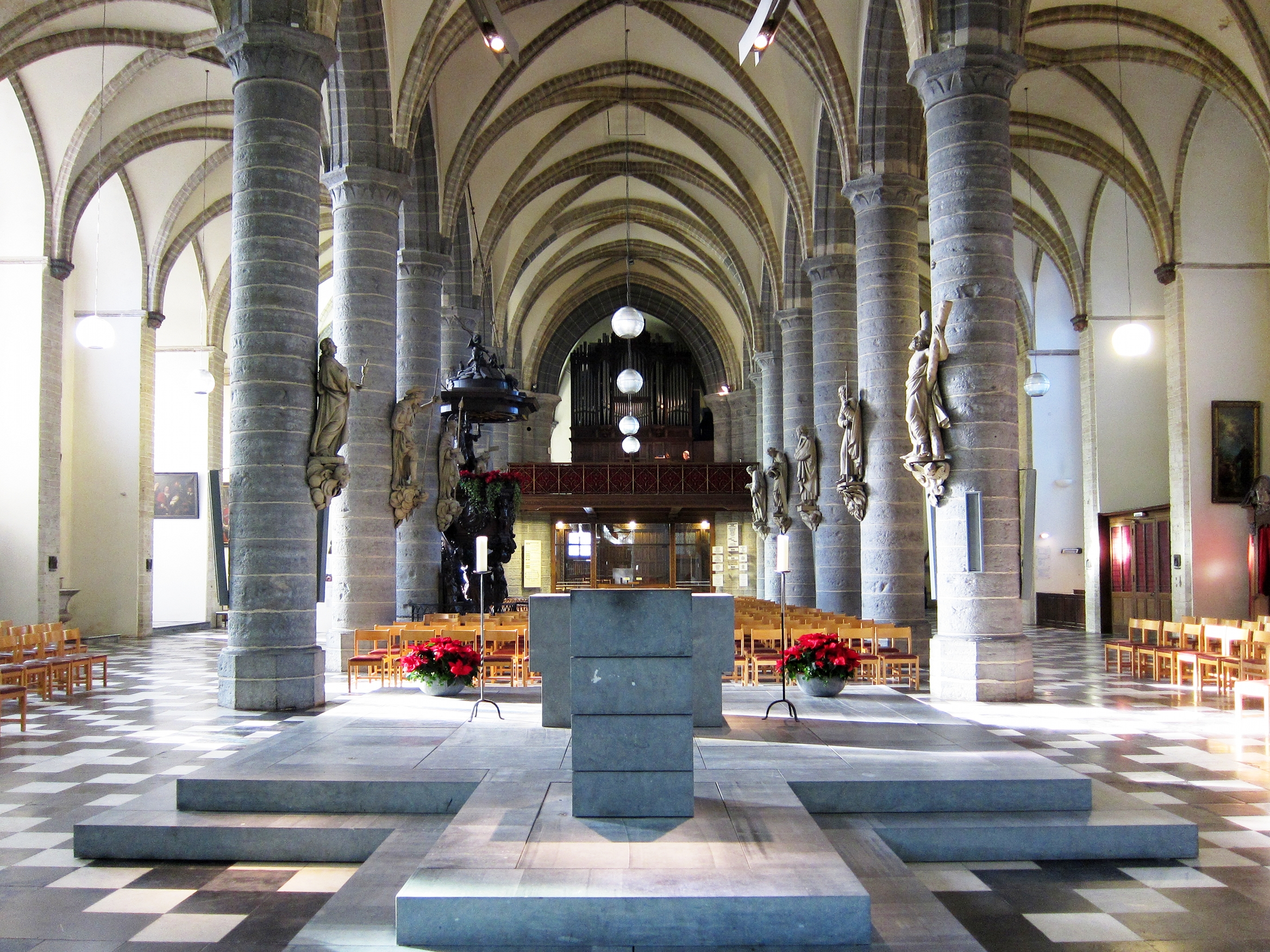
Interieur
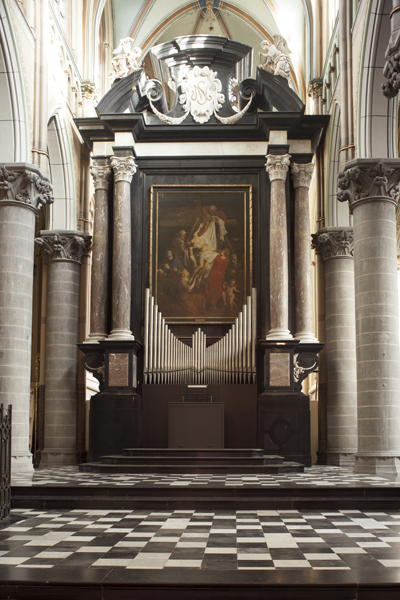
Retabel met Loncke-orgel in het hoogkoor
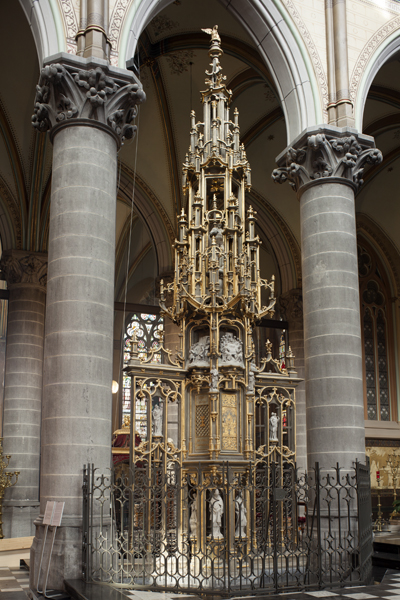
De Sacramentstoren
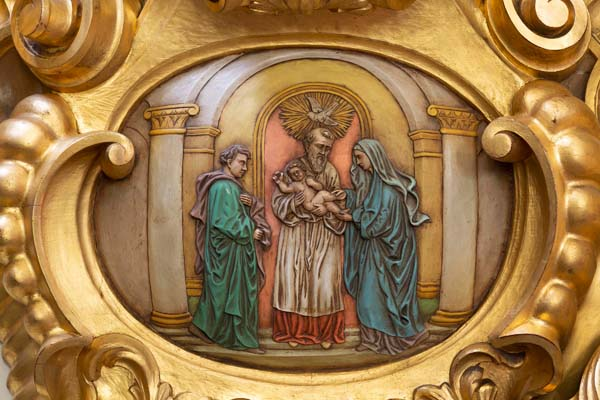
Altaarstuk (detail)
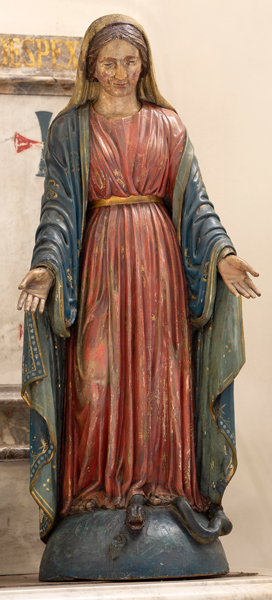
Onze-Lieve-Vrouwebeeld

## Torenbezoek

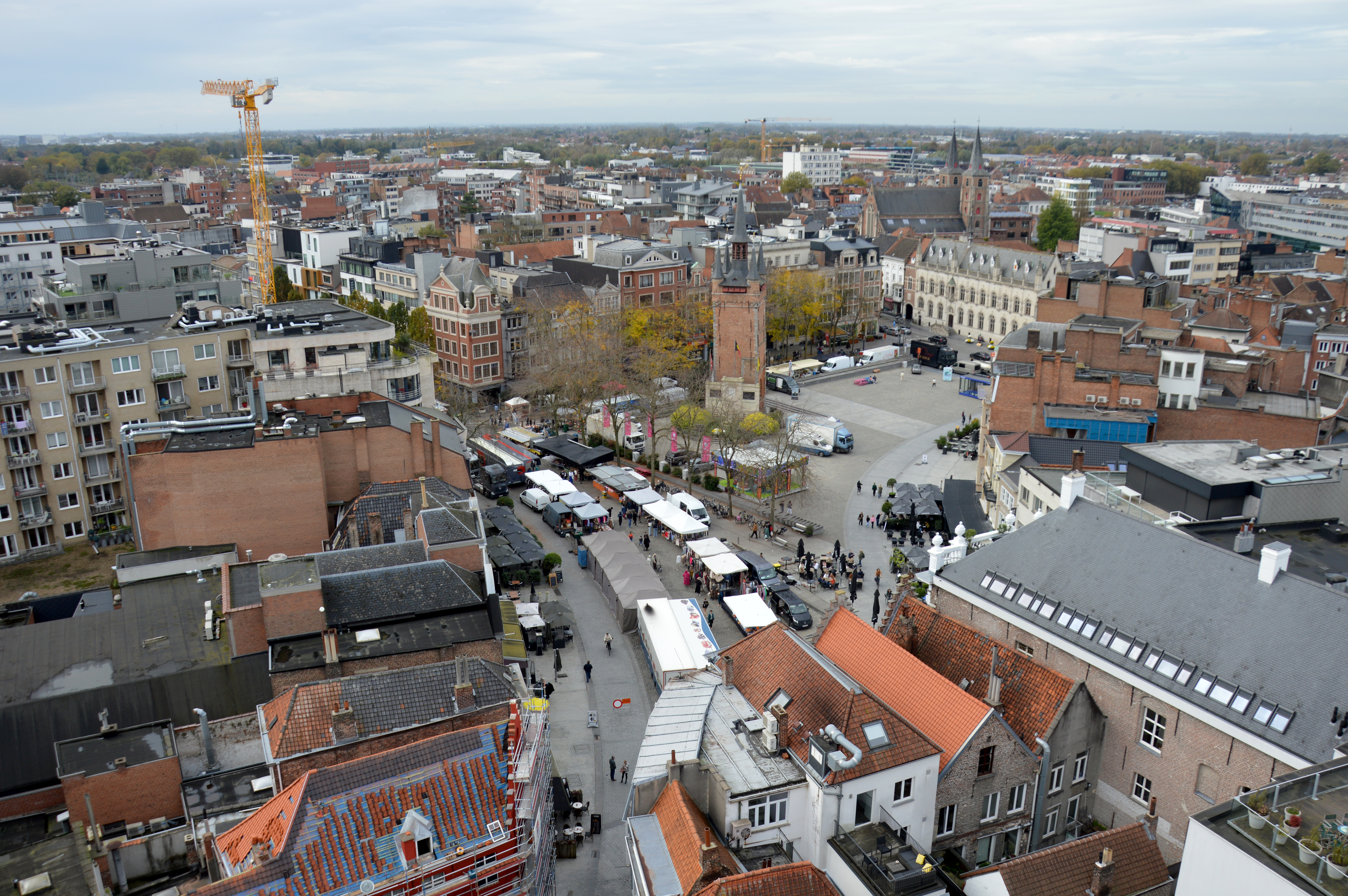
Zicht op de Grote Markt vanaf de toren van de Sint-Maartenskerk in 2024.

De toren is tevens een uitkijktoren waarbij middels 246 treden men op een hoogte van 65 meter UNESCO werelderfgoed als het Belfort en het Begijnhof, het stadhuis en de K-Toren en bij helder weer zelfs de Kemmelberg kan zien.
In het kader van het project Horizon 2025 uitkijkpunten van de Provincie West-Vlaanderen en Westtoer, een autonoom provinciebedrijf dat toerisme in de provincie tracht te bevorderen door promotie, worden uitkijkpunten gerealiseerd in het landschap van West-Vlaanderen, ofwel door creatie van nieuwe constructies, ofwel door het publiek openstellen van bestaande bouwwerken die een uitkijkpunt bieden. 
Sinds 10 juli 2021 is de toren van de Sint-Maartenskerk dagelijks tussen 10 en 17 na reservatie gratis te beklimmen. De toren sluit elk voorjaar enkele maanden om het broeden in de in 2008 geplaatste broedbak door slechtvalken niet te verstoren.